# Suluvleermuisparkiet
De suluvleermuisparkiet  (Loriculus bonapartei) is een vogel uit de familie Psittaculidae (papegaaien van de Oude Wereld). Het is een endemische vogelsoort op de Sulu-eilanden (Filipijnen). Deze vogel is genoemd naar de Franse ornitholoog Karel Lucien Bonaparte.

## Kenmerken
De vogel is circa 14 cm lang. Deze vleermuisparkiet lijkt sterk op de Filipijnse vleermuisparkiet en wordt daarom ook wel als ondersoort beschouwd. De suluvleermuisparkiet is ook overwegend groen, van onder lichter groen met rood op de stuit en staart. De snavel is zwart, de poten zijn donkerder en dit is een opvallend verschil met de Filipijnse soort. Ook de gele vlek achter op de kruin en nek onderscheidt deze soort.

## Status
De suluvleermuisparkiet komt niet als aparte soort voor op de lijst van het IUCN, maar is daar een ondersoort van de Filipijnse vleermuisparkiet (L. philippensis bonapartei).